# جوزيف إي. برستون
جوزيف إي. برستون (بالإنجليزية: Joseph E. Preston)‏ هو سياسي أمريكي، ولد في 8 ديسمبر 1956 بأوماها في الولايات المتحدة. حزبياً، نشط في الحزب الديمقراطي.